# Cadiguegodi
Cadiguegodi, preci suvremenih Caduveo Indijanaca s juga brazilske države Mato Grosso do Sul koje pripada široj skupini Mbaya. Zbog ratova, ubijanja vlastite i prisvajanja djece iz drugih plemena, što je bio čest običaj Guaycurúa, današnji im potomci Caduveo jedva malo imaju pripadnika koji im pripadaju po krvi.
U 18. stoljeću sastojali su se od tri lokalne skupine i plemena, to su Cadiguegodi vlastiti, Apacachodegodeguí, Lichagotegodi. .